# Hypoderma labiorum-aurantiorum
Hypoderma labiorum-aurantiorum är en svampart som beskrevs av H.C. Evans & Minter 1986. Hypoderma labiorum-aurantiorum ingår i släktet Hypoderma och familjen Rhytismataceae.   Inga underarter finns listade i Catalogue of Life.